# Запорізька площа (Запоріжжя)
Запорíзька плóща — одна з головних площ Запоріжжя, що розташована наприкінці Соборного проспекту, з якої відкривається краєвид на Дніпровську ГЕС.

## Історія
19 липня 1952 року поруч з площею був узгоджений проєкт двох будинків, які завершували забудову центрального проспекту Запоріжжя (нині — Соборний, 193 та 234). У цієї пари будинків існує неофіційна назва — «Ворота міста», які складають архітектурний ансамбль —  парадний в'їзд до Соцміста з боку греблі Дніпровської ГЕС. У 1955 році, коли завершувалося будівництво, в СРСР почалась боротьба з так званими «архітектурними надмірностями» і тому завершувати передбачене проєктом спорудження «надмірних» веж так і не відбулося.
До 20 лютого 2016 року площа мала назву імені Леніна, так само як і Соборний проспект та розташовані поруч річковий порт, сквер, ДніпроГЕС, водосховище розташоване вище за течією, острів на ньому та район міста, в якому площа розташована. Рішення про перейменування площі ухвалив особисто тодішній мер міста Володимир Буряк після того, як депутати Запорізької міської ради не спромоглися дійти консенсусу щодо перейменування. Серед запропонованих варіантів були такі, як площа Запорізька, площа Дніпровська, площа Соборна, площа 24 Серпня, площа Соціальна, площа Сагайдачного. З огляду на те, що лідером громадської думки під час проведення опитувань та громадських слухань стала площа Запорізька, набравши 48 % (за Дніпровську площу віддали 22 % голосів), тож мер ухвалив рішення про перейменування її в Запорізьку площу. Міська влада зробила все для того, щоб максимально врахувати думку городян, мешканців міста з питань перейменування топоніма.
У 1964—2016 роках на площі розташовувався пам'ятник Леніну, який був встановлений 5 листопада 1964 року. Офіційно авторами пам'ятника Леніну в Запоріжжі вважалися чотири людини: крім скульпторів Михайла Лисенко та Миколи Суходолова, два архітектора — Борис Приймак та Вадим Ладний. Борис Приймак під час спорудження пам'ятника Леніна в Запоріжжі був головним архітектором Києва. Борис Приймак — особистість у радянському містобудуванні відома, у 1940-ві роки розробляв генеральний план української столиці, післявоєнну забудову Хрещатика. В його доробку — готель «Україна» на Інститутській вулиці, Головний поштамт на Хрещатику, станції метро «Шулявська», «Контрактова площа», «Берестейська». Після знесення аналогічної споруди в Харкові став найвищим пам'ятником цієї особи в Україні.
17 березня 2016 року, на виконання Закону України про декомунізацію та відповідно з рішенням Запорізької міської ради 19 лютого 2016 року, пам'ятник було демонтовано.

Пам'ятник Леніну
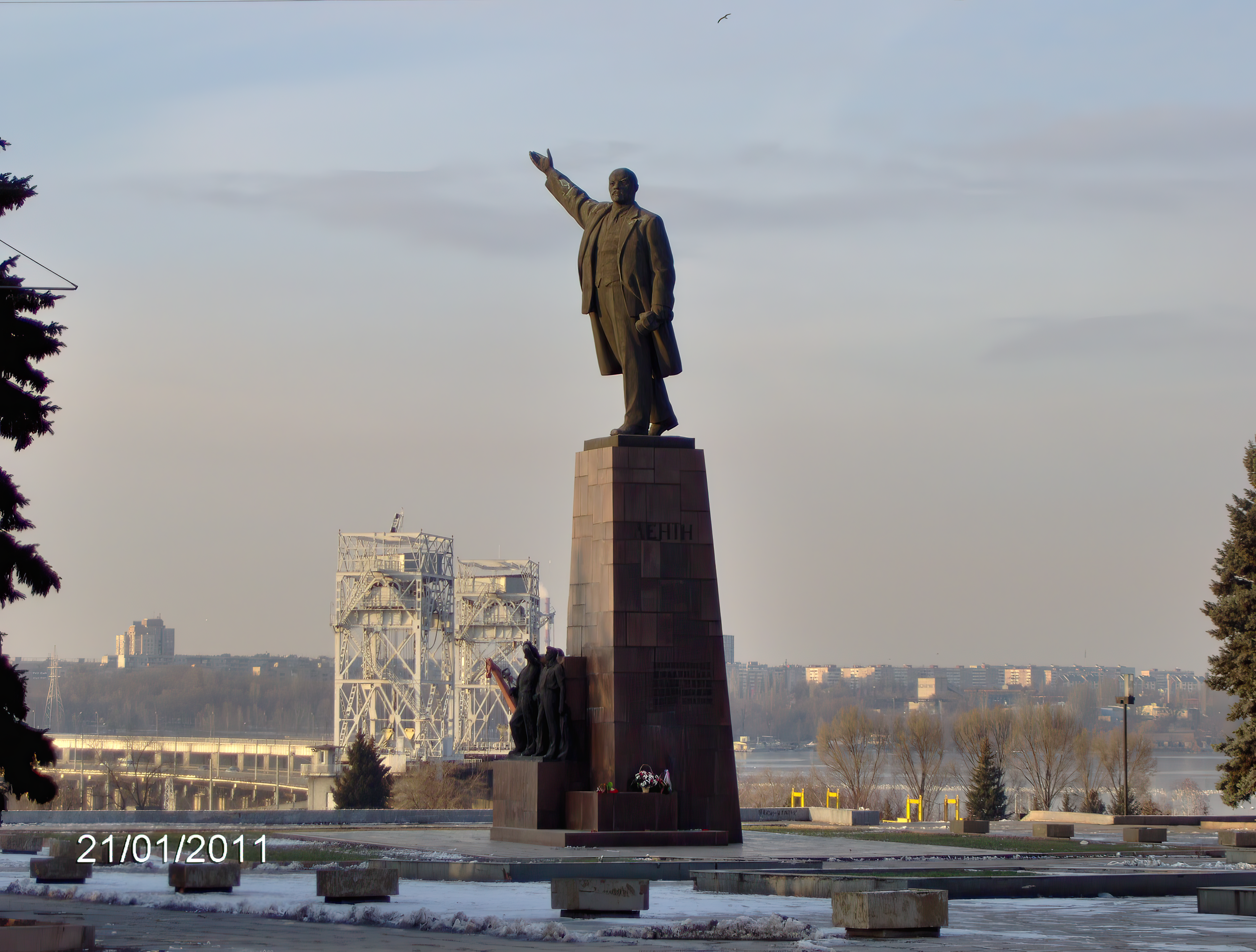
Пам'ятник Леніну (2011)
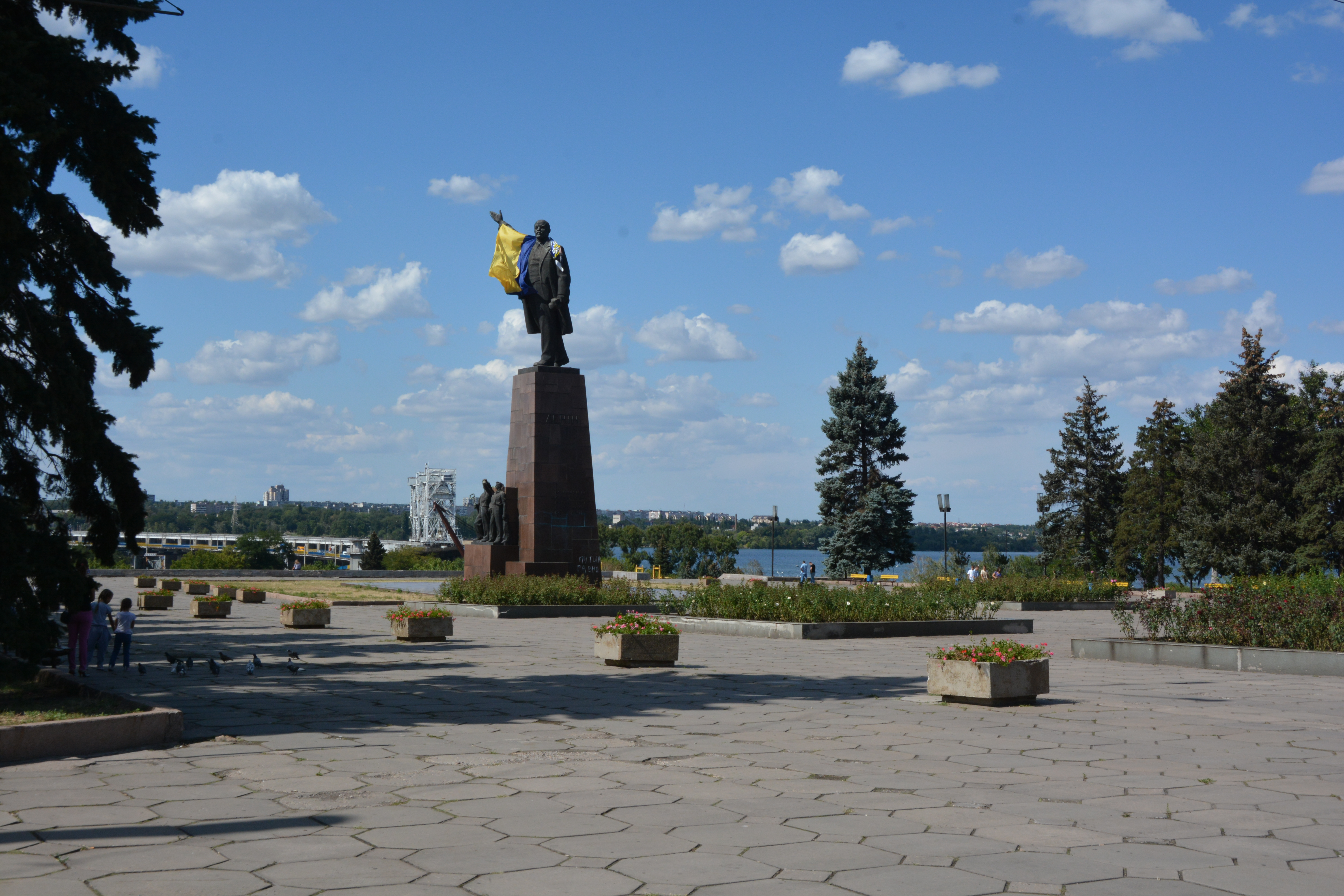
До демонтажу
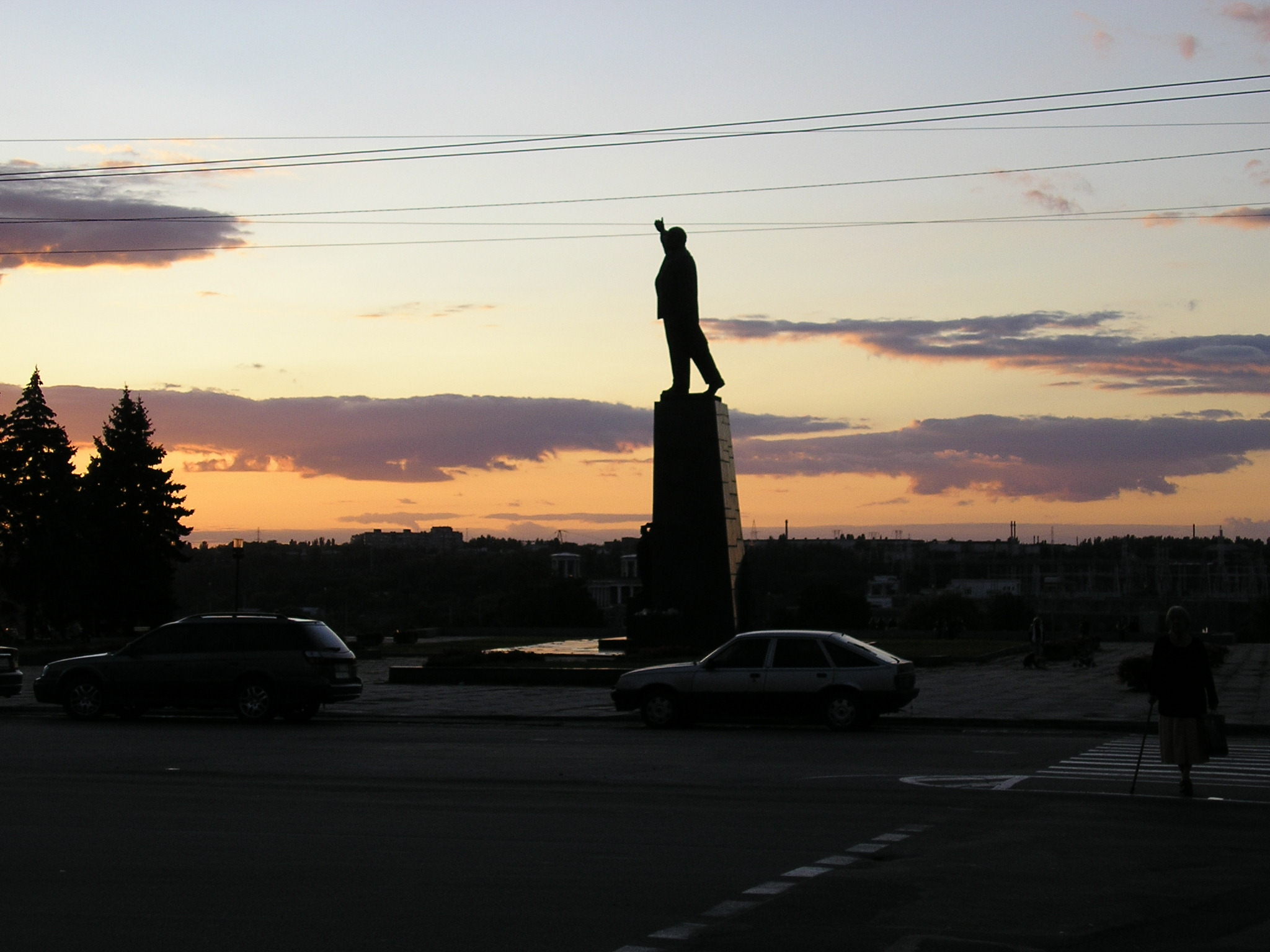
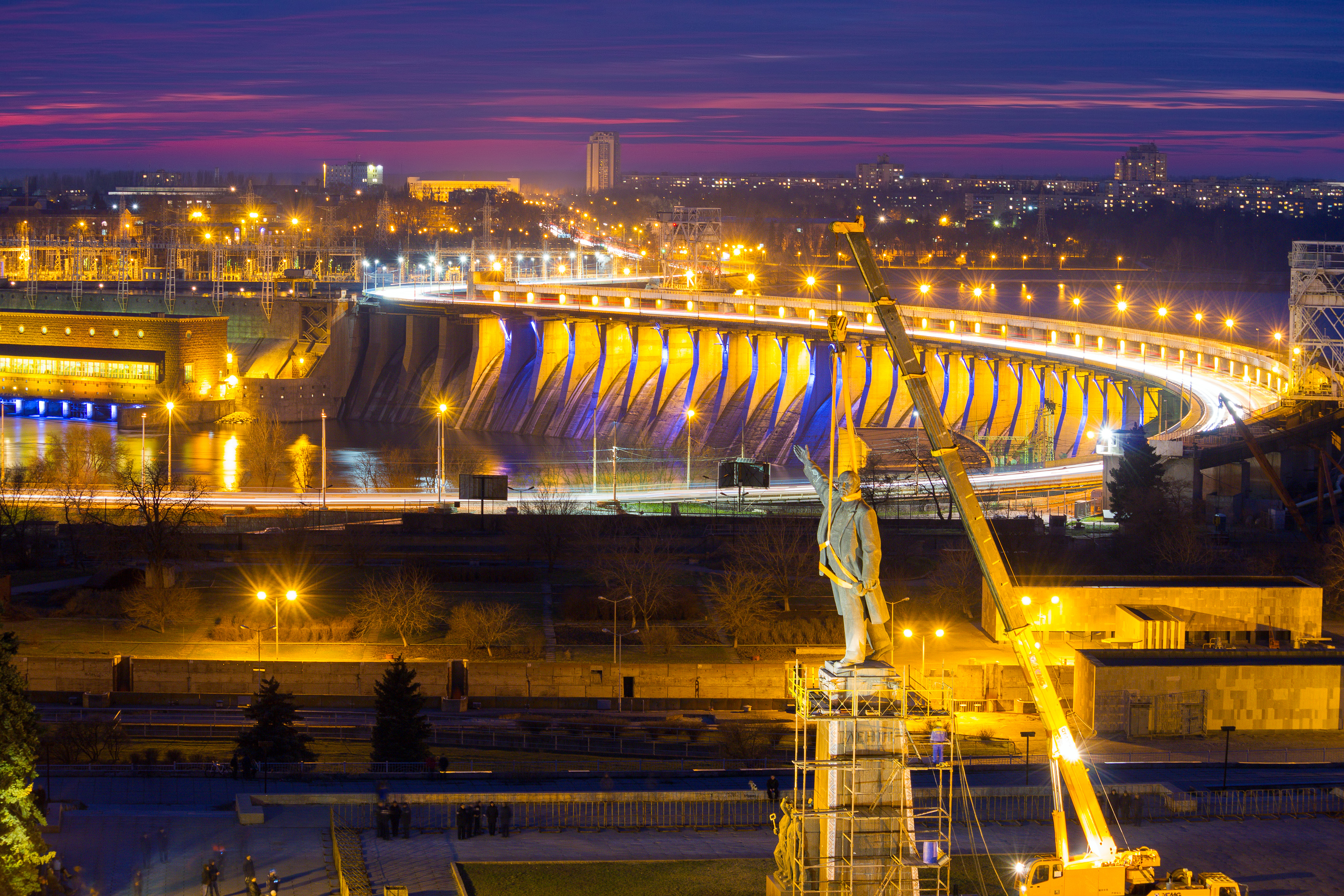
Останні миті пам'ятнику Леніну
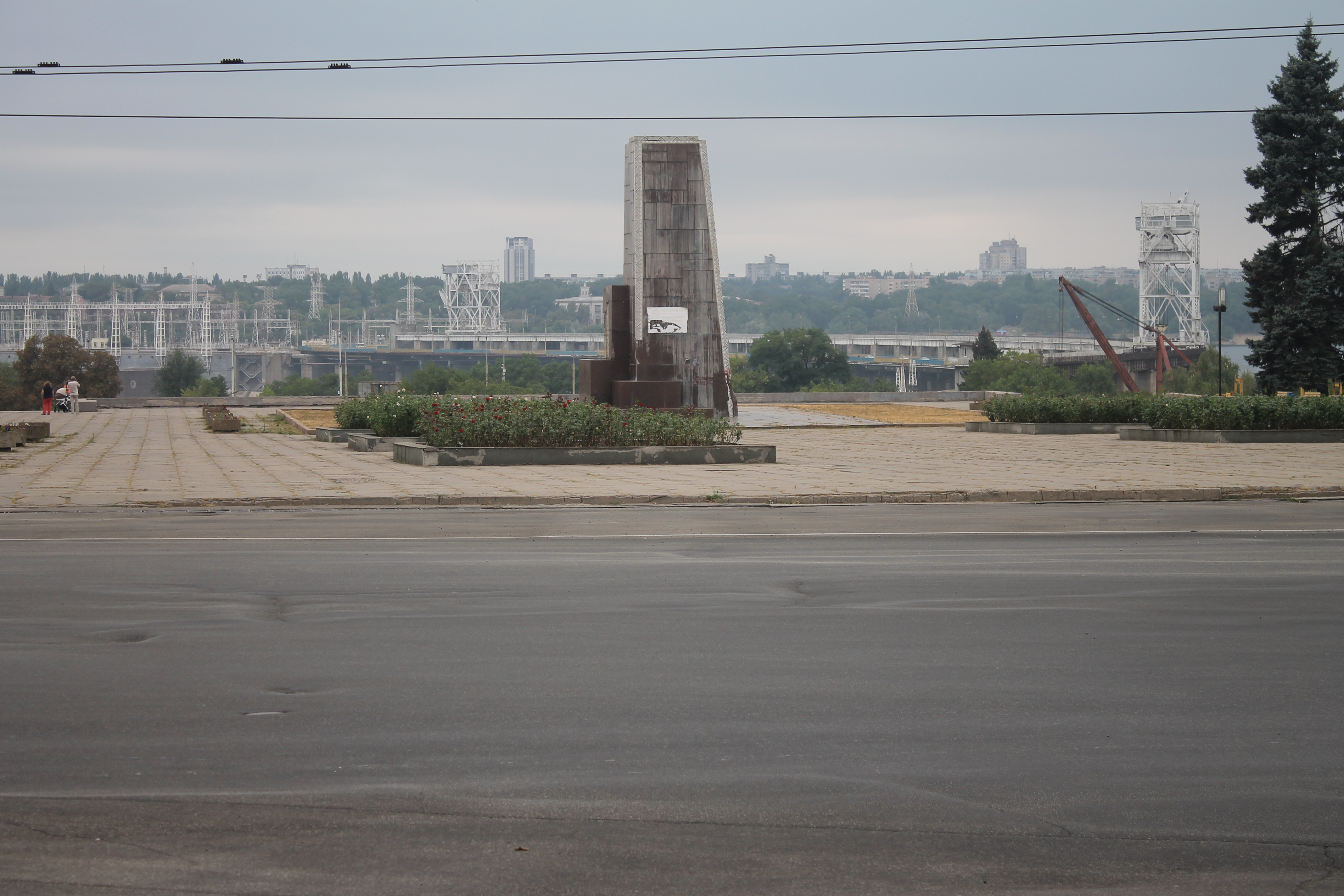
Постамент до 20 лютого 2020 року

Замість демонтованого Леніна на площі пропонувалося встановити скульптуру Богородиці, пам'ятник гетьману Петру Сагайдачному, торговельно-розважальний центр, оглядове колесо або вежу.
Нагорí останнього будинку центрального проспекту (Соборний проспект, 234), встановлена одна з оглядових вебкамер, за якою є можливість побачити краєвиди Запорізької площі онлайн.
Наприкінці липня 2016 року депутатам Запорізької міської ради запропонували надати проєкти реконструкції площі Запорізької, де понад півстоліття простояв монумент Володимира Леніна. Після презентації проєкту відбувалися обговорення проєктів та стало відомо, що саме з'явиться на місці колишнього пам'ятника Леніну. Депутатами було вирішено питання, на які кошти вестимуться роботи та що буде із парком навколо площі.

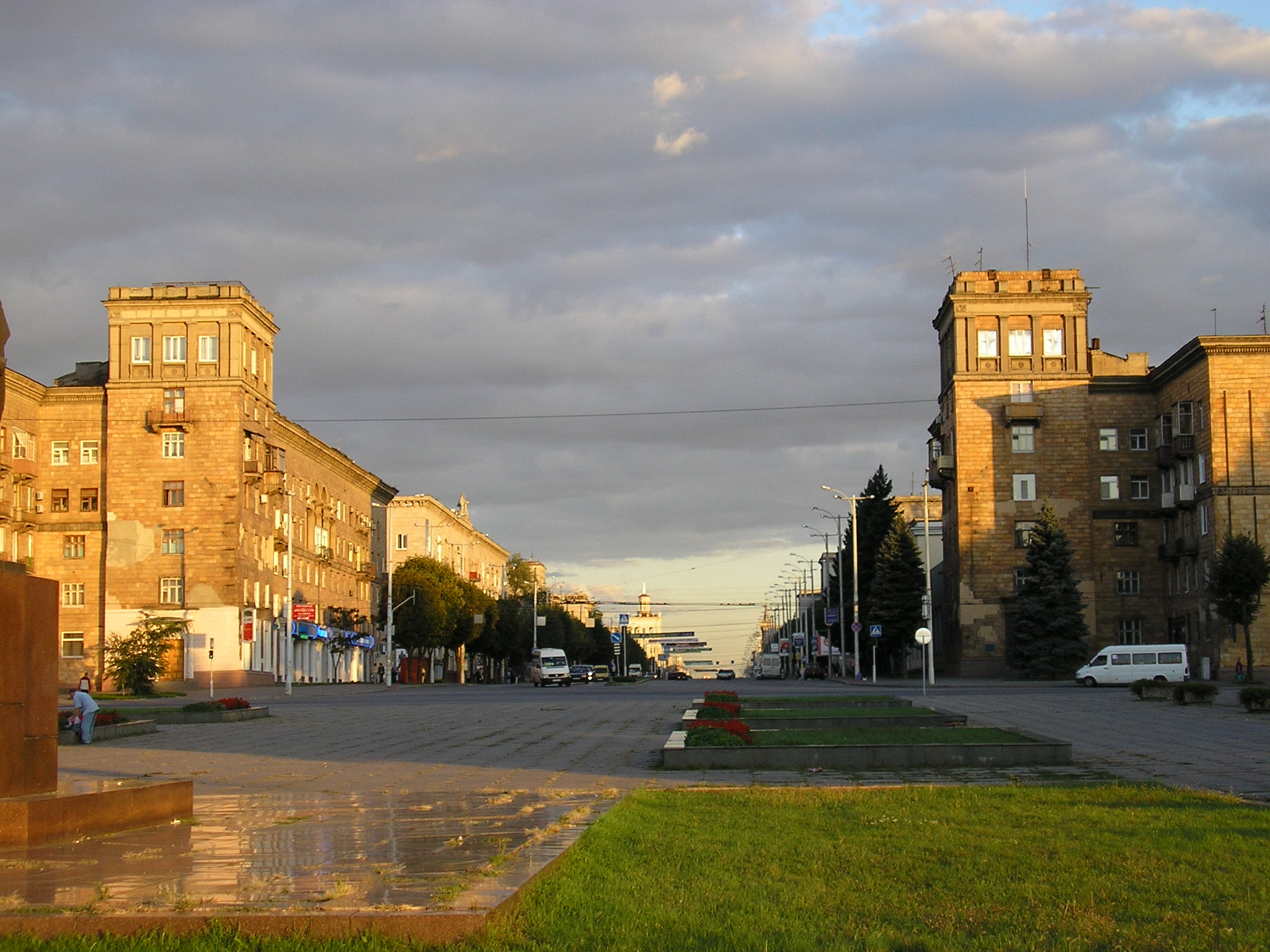
Запорізька площа

22 серпня 2016 року до Дня Незалежності України постамент на Запорізькій площі, де ще зовсім недавно стояв пам'ятник Леніну, прикрасили державними прапорами та малюнком запорозького козака.
4 вересня 2016 року в мерії Запоріжжя було продемонстровано проєкт реконструкції площі Запорізької. 
|  | На місцевості буде парк и оглядовий майданчик. З площі Запорізької можна бачити творіння природи — Хортицю, та творіння рук людських — ДніпроГЕС. Один з варіантів оглядового майданчика — повітряна куля, — зазначив мер. |

Кошторис масштабних перетворень однієї з центральних площ міста не озвучено.
У листопаді 2016 року Вікіпедія обрала найкраще фото Запорізької області у номінації пам'яток архітектури місцевого значення. Переможцем фотоконкурсу став запорізький фотохудожник Олексій Толмачов з кадром «Останні миті на постаменті» — демонтаж пам'ятника Леніну, який був розташований на Запорізькій площі.

## «Будинки Орлова»
Поблизу Запорізької площі розташовані так звані «будинки Орлова», які є пам'ятками архітектури місцевого значення, які побудовані ще до початку Другої світової війни — у 1930-х роках. Архітектори — Петро Сталін (Сухоруков) та Георгій Орлов. Ці будинки є одними із найбільш видатних зразків архітектурної спадщини 1930-х років. Невід'ємною частиною відомого архітектурою 6-го селища, або запорізького Соцміста.
«Будинки Орлова» проєктувались і споруджувались у перехідний етап в історії радянської архітектури, коли переходили від авангарду до освоєння класичної спадщини.

Будинки архітектора Г. М.  Орлова
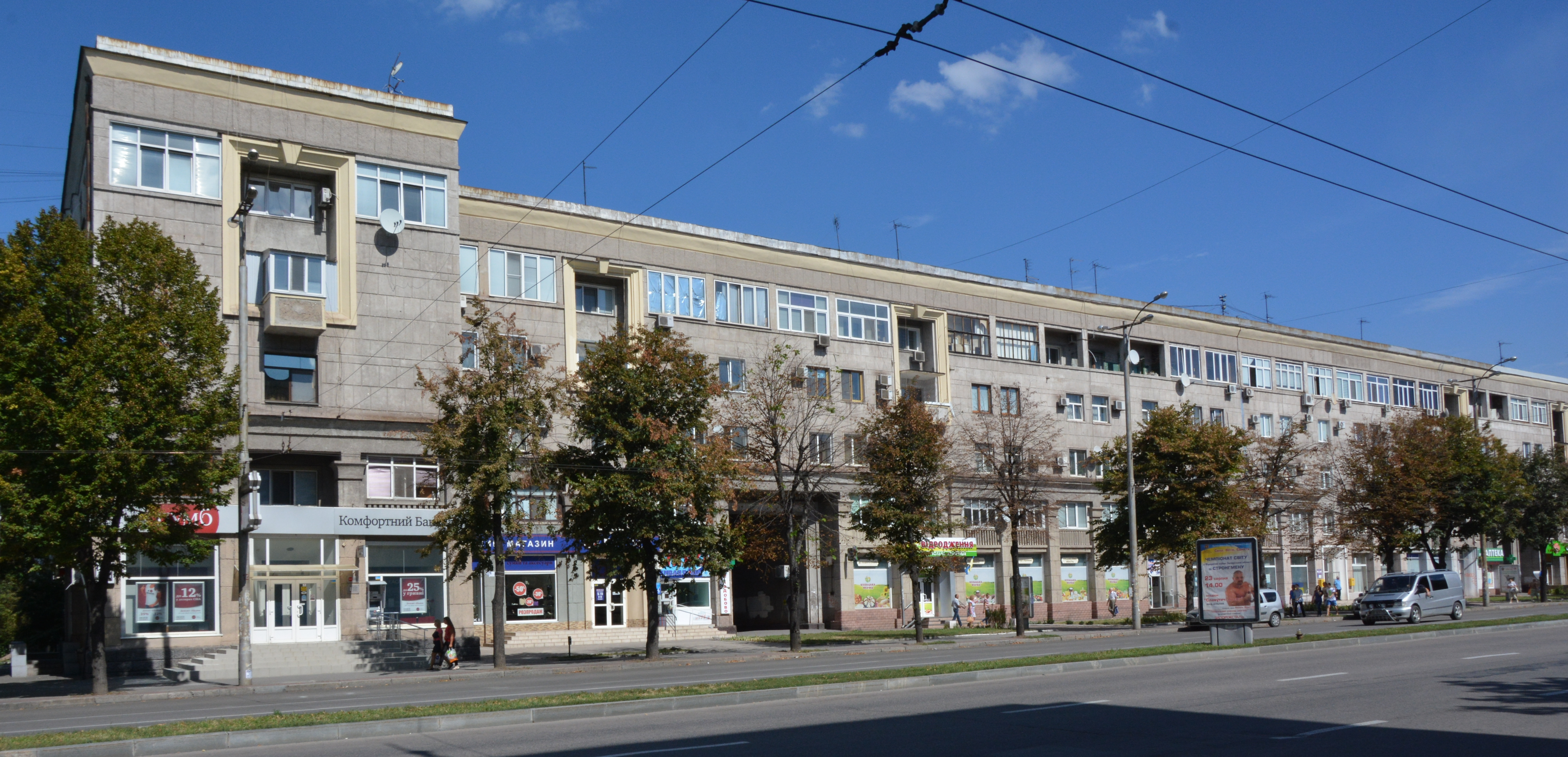
Соборний проспект, 230
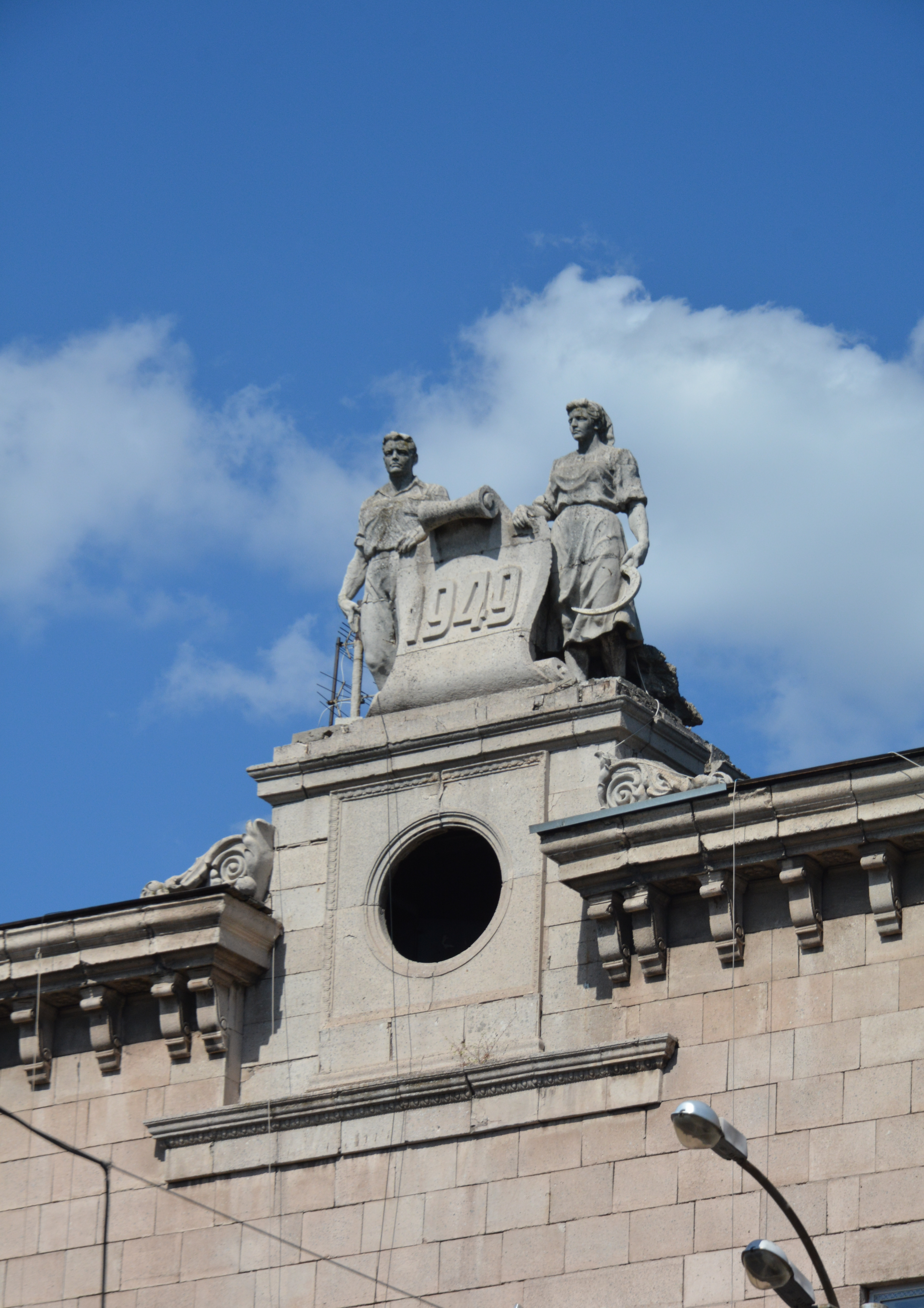
Соборний проспект, 232
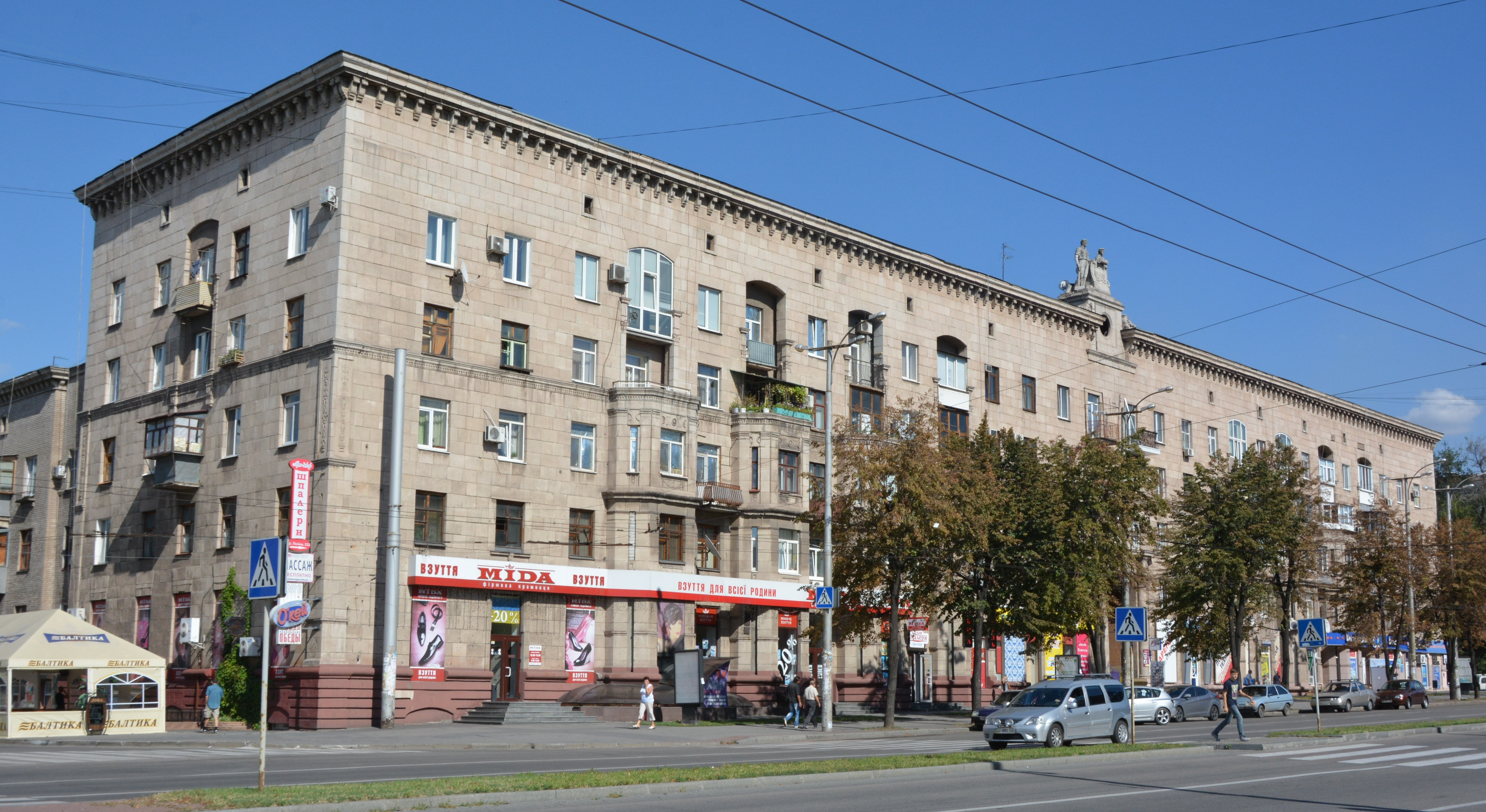
Соборний проспект, 232
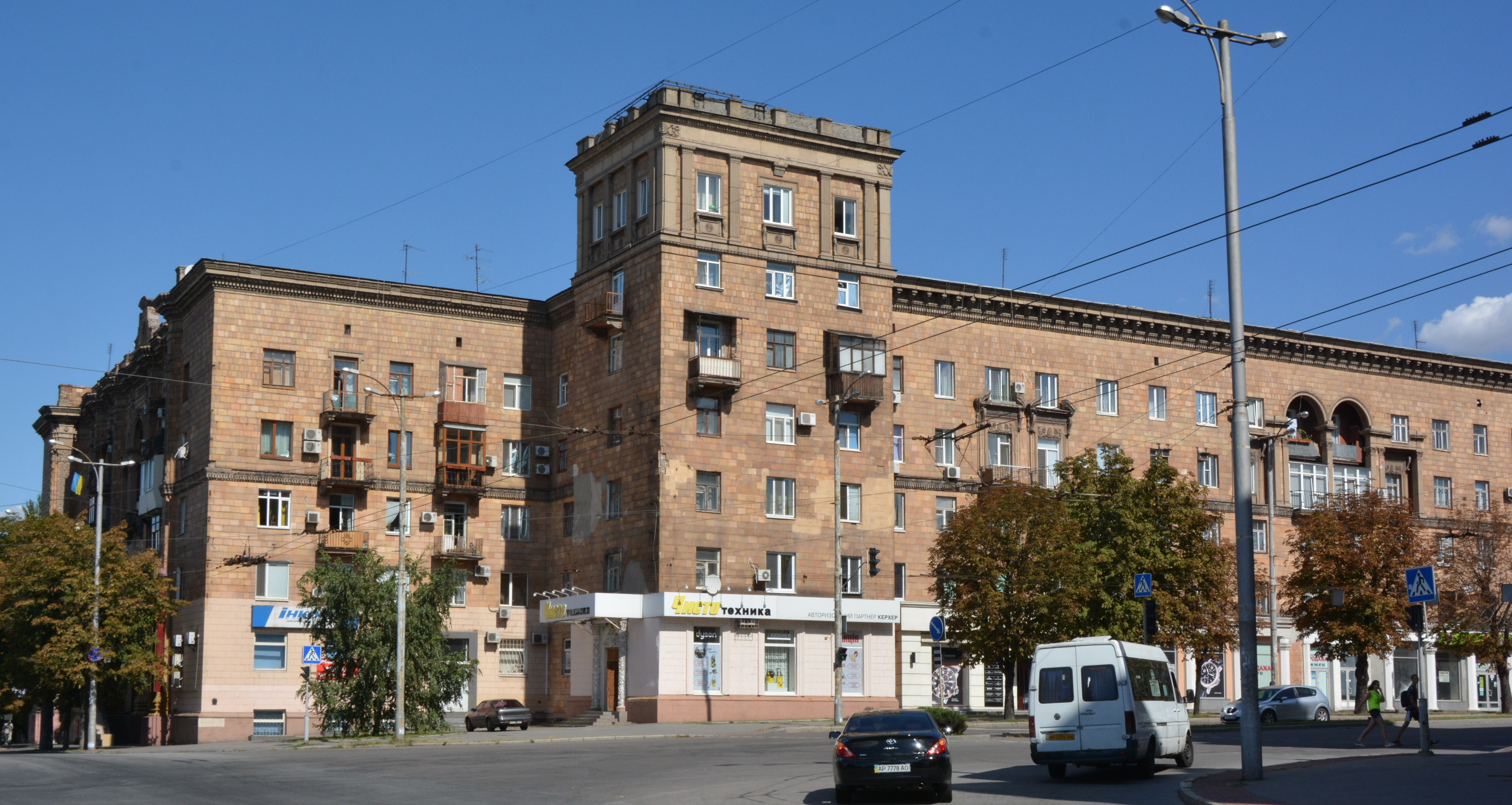
Соборний проспект, 234

Тому в архітектурній спадщині Запоріжжя вони займають особливе  місце, як  зразки постконструктивізму, або радянського Ар-Деко. Вважається, що свого часу «Будинки Орлова»  виконували роль символічних ворот Дніпровської ГЕС, ніби готували мешканців та гостей міста до споглядання його  величної панорами.

## Реконструкція
Станом на 2018 рік проєкт знаходився на коригуванні, у зв'язку з тим, що туди додається певний обсяг робіт. Цей об'єкт розіб'ють на черги і реалізують протягом декількох років. Зокрема — це заміна комунікацій, повна реконструкція пішохідних доріжок, підпірних стінок. Нижній майданчик буде відведений під парковки для туристичних автобусів, відремонтують всі підйоми і сходи, що ведуть до оглядового майданчику на площі. Додатково на цій площі передбачена висадка дерев, чагарників та розарію, який там традиційно цвіте і радує запорожців. З цікавих моментів у благоустрої площі можна виділити укладку незвичайної тротуарної плитки, яка буде покладена в шаховому порядку. Її особливість полягає в матеріалі зі світлодіодними елементами — вночі плитка буде світитися. Незважаючи, що проєкт реконструкції площі готовий був ще 2016 року, але через те, що площа знаходиться на території Соцміста, його довелося узгоджувати з Міністерством культури України, що зайняло близько півроку.
12 лютого 2020 року розпочалися підготовчі роботи щодо демонтажу постаменту, що залишився від пам'ятника Леніну. 
20 лютого 2020 року розпочались роботи щодо демонтажу гранітного постаменту, на якому раніше стояв пам'ятник Леніну. Демонтувати конструкцію почали з верхівки, а для того, щоб техніка могла дістати до самого верху, її поставили на насипну гірку. 21 лютого 2020 року постамент остаточно було демонтовано.
У березні 2021 року презентований фінальний проєкт фонтану з пісочним годинником зі скейт-майданчиком на площі Запорізький. 
Реконструкція Запорізької площі розрахована на декілька років.

## Галерея

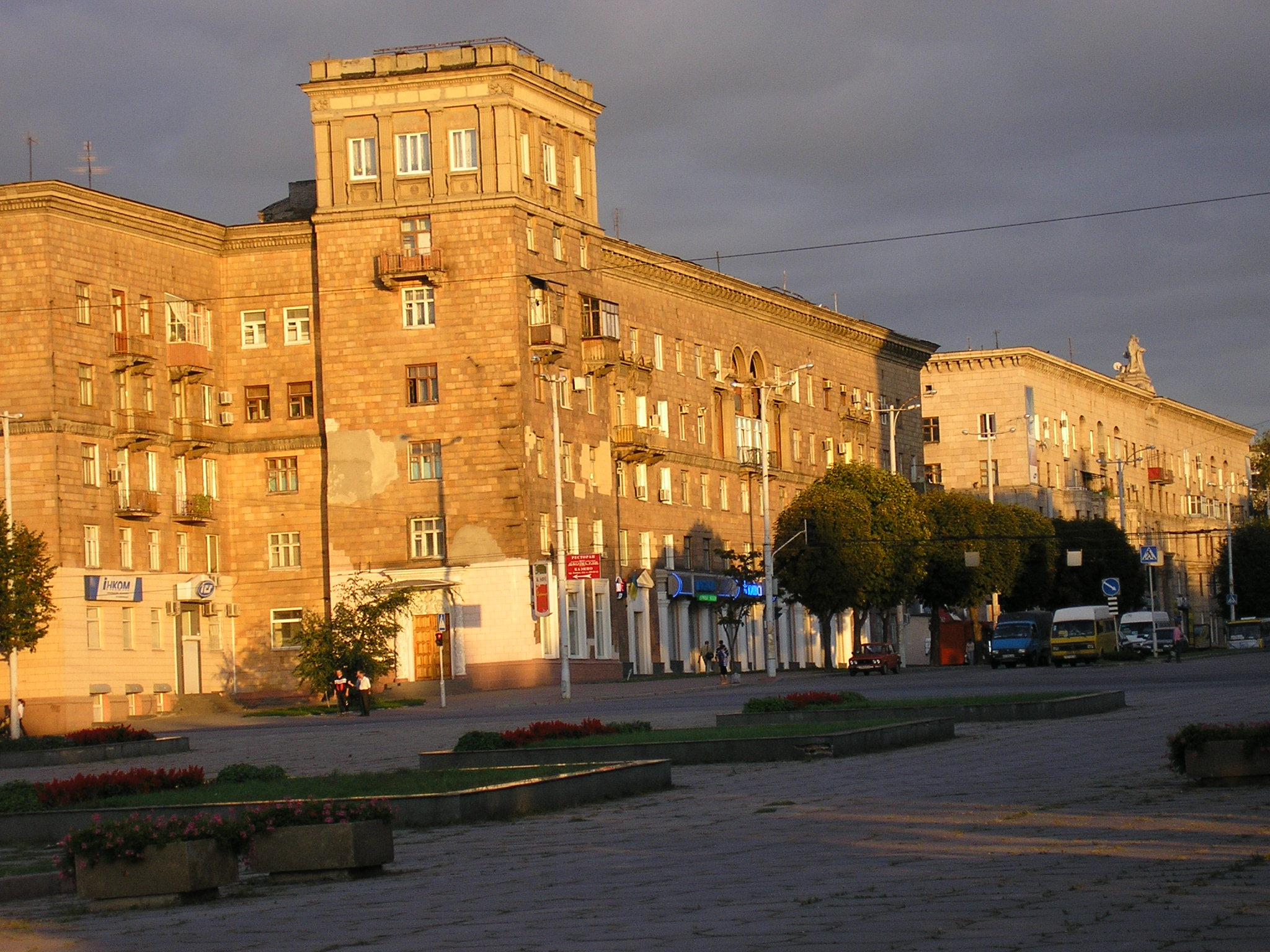
Запорізька площа
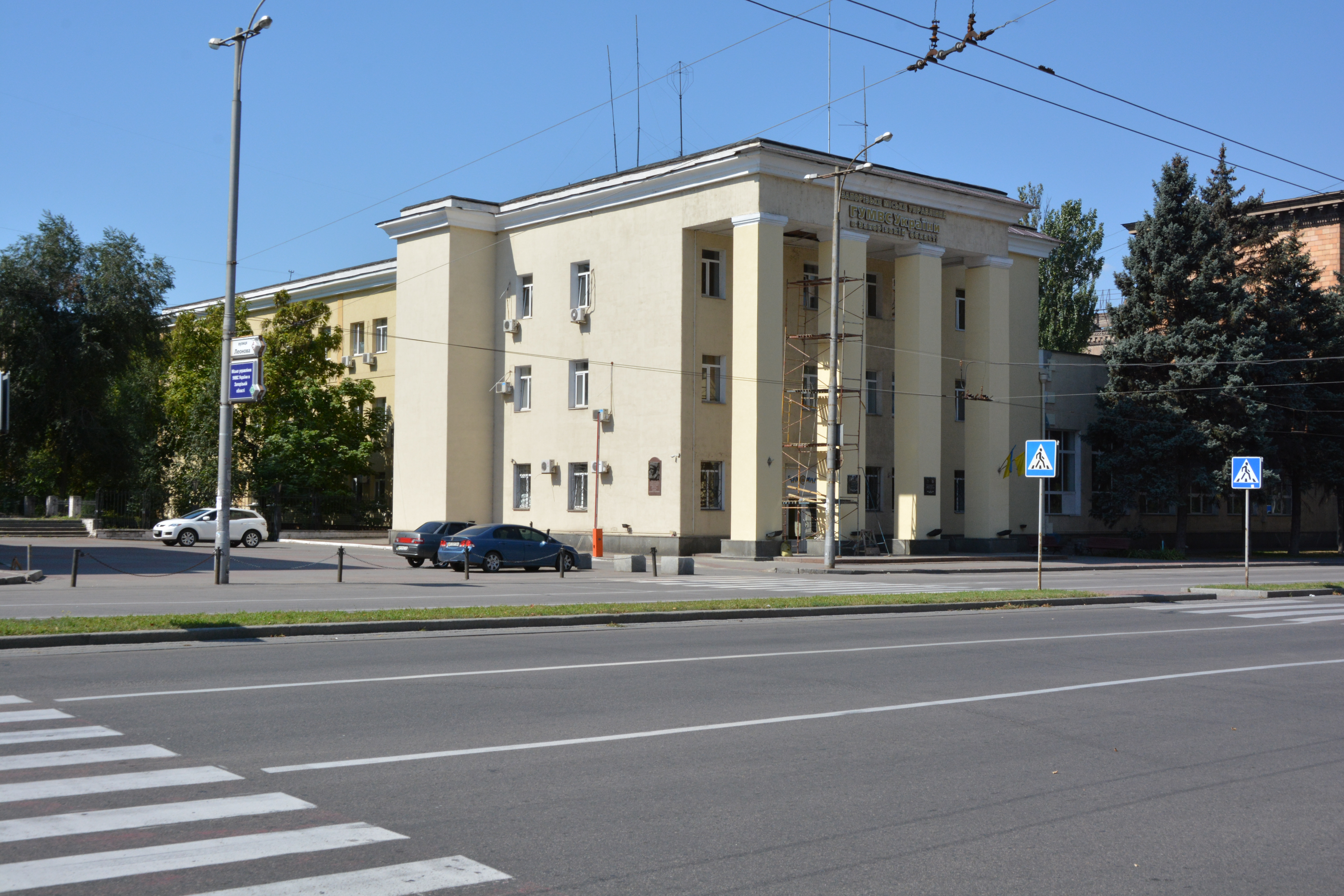
Дніпровський відділ Національної поліції України (Соборний проспект, 191)
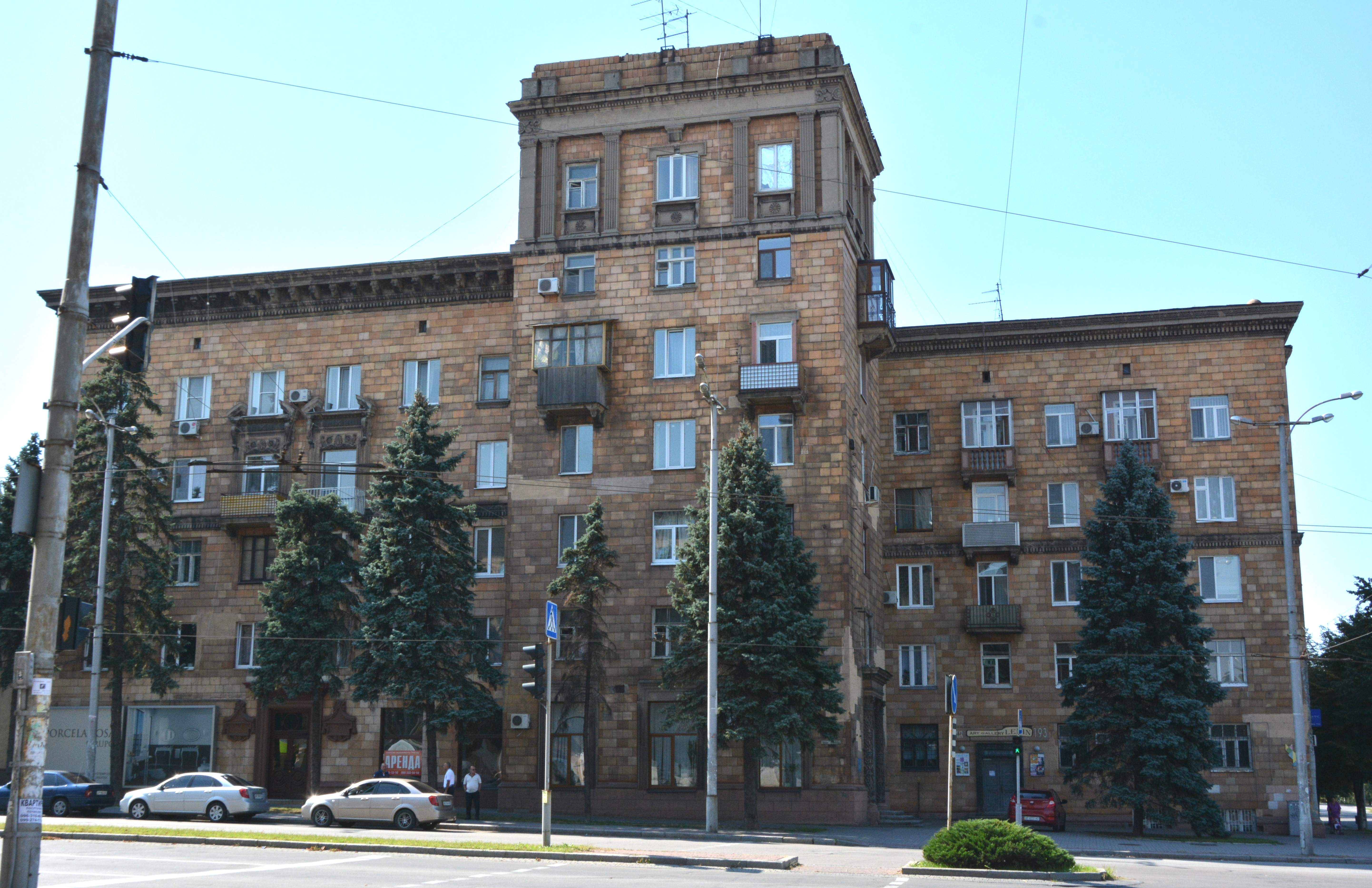
Будинок, що формує в'їзд до 6-го селища від греблі ДніпроГЕС (проспект Соборний, 193)
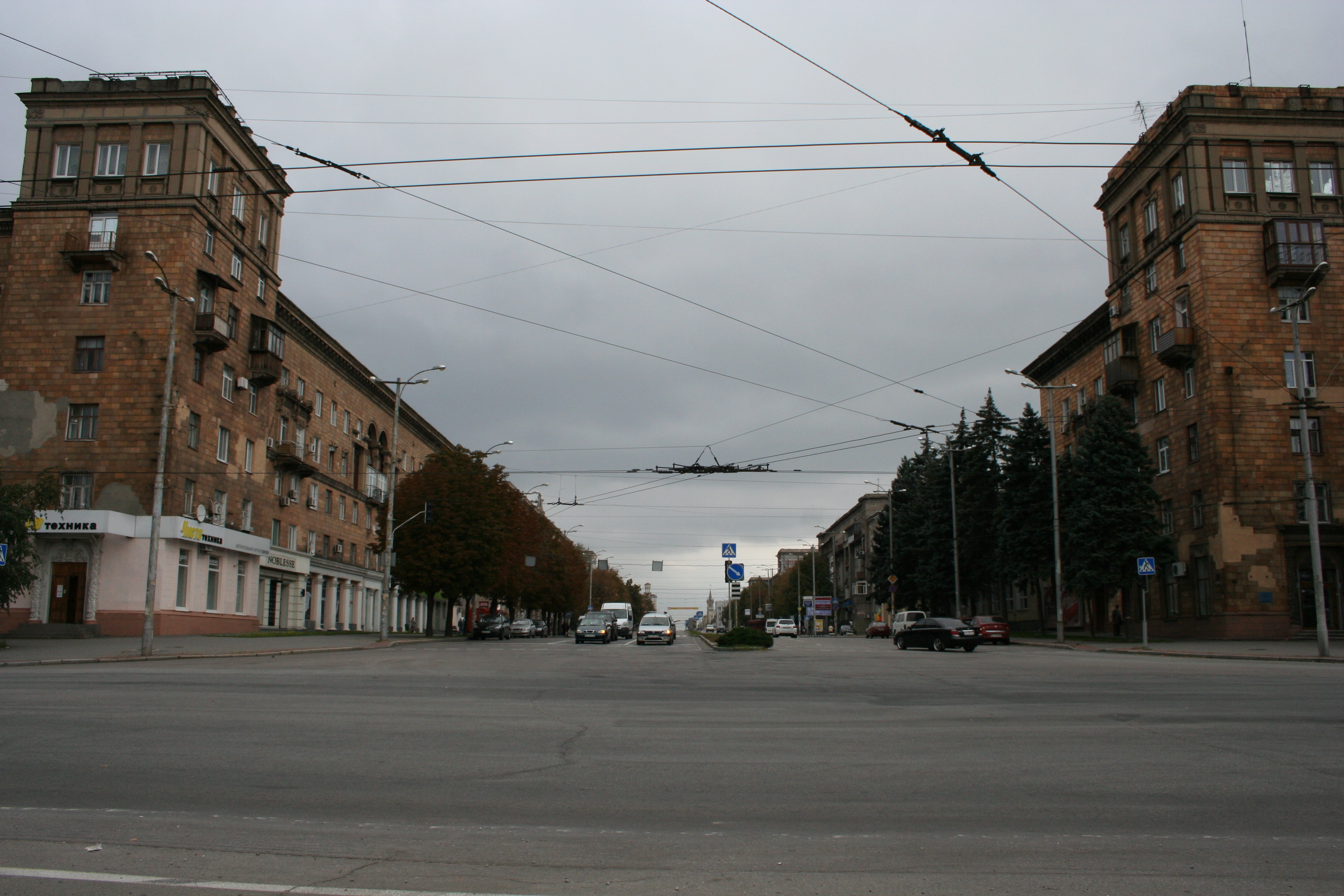
Запорізька площа
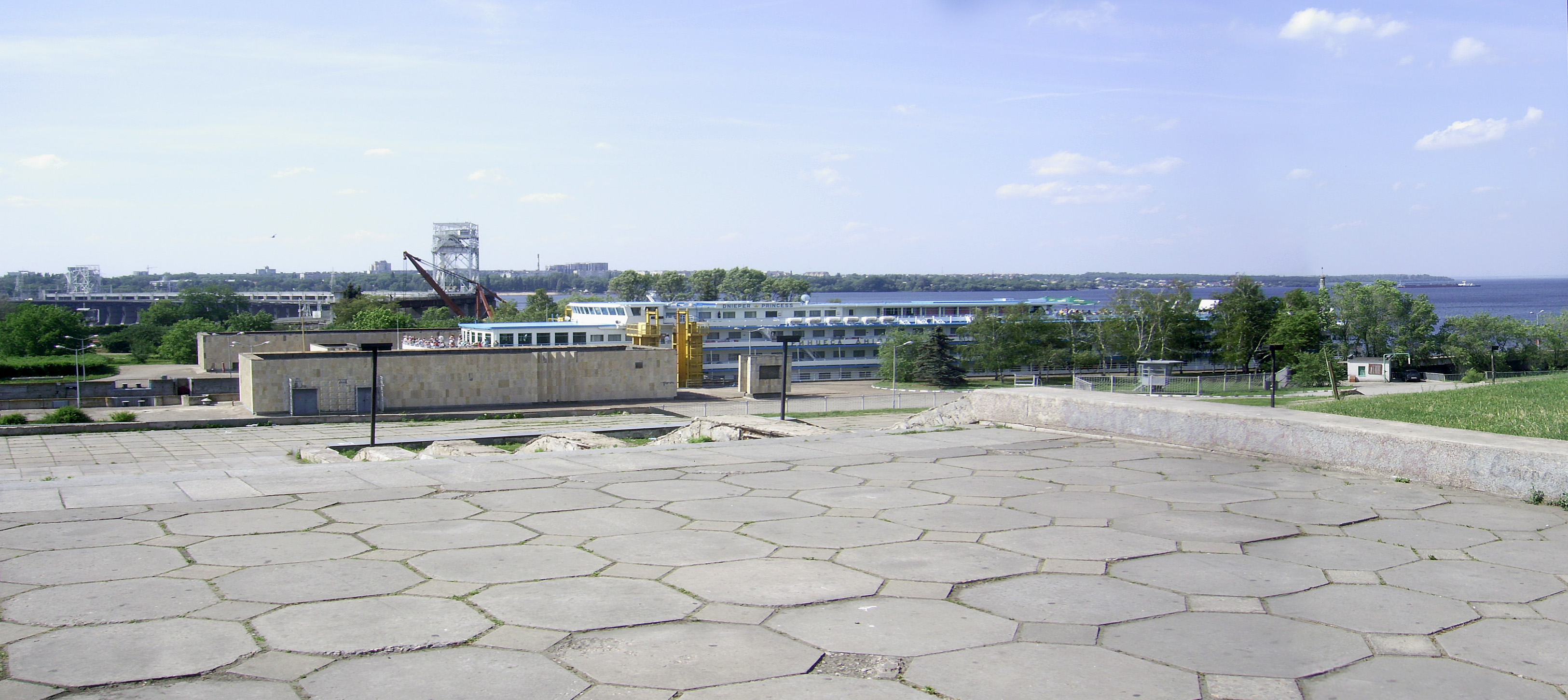
Краєвид на Дніпровську ГЕС
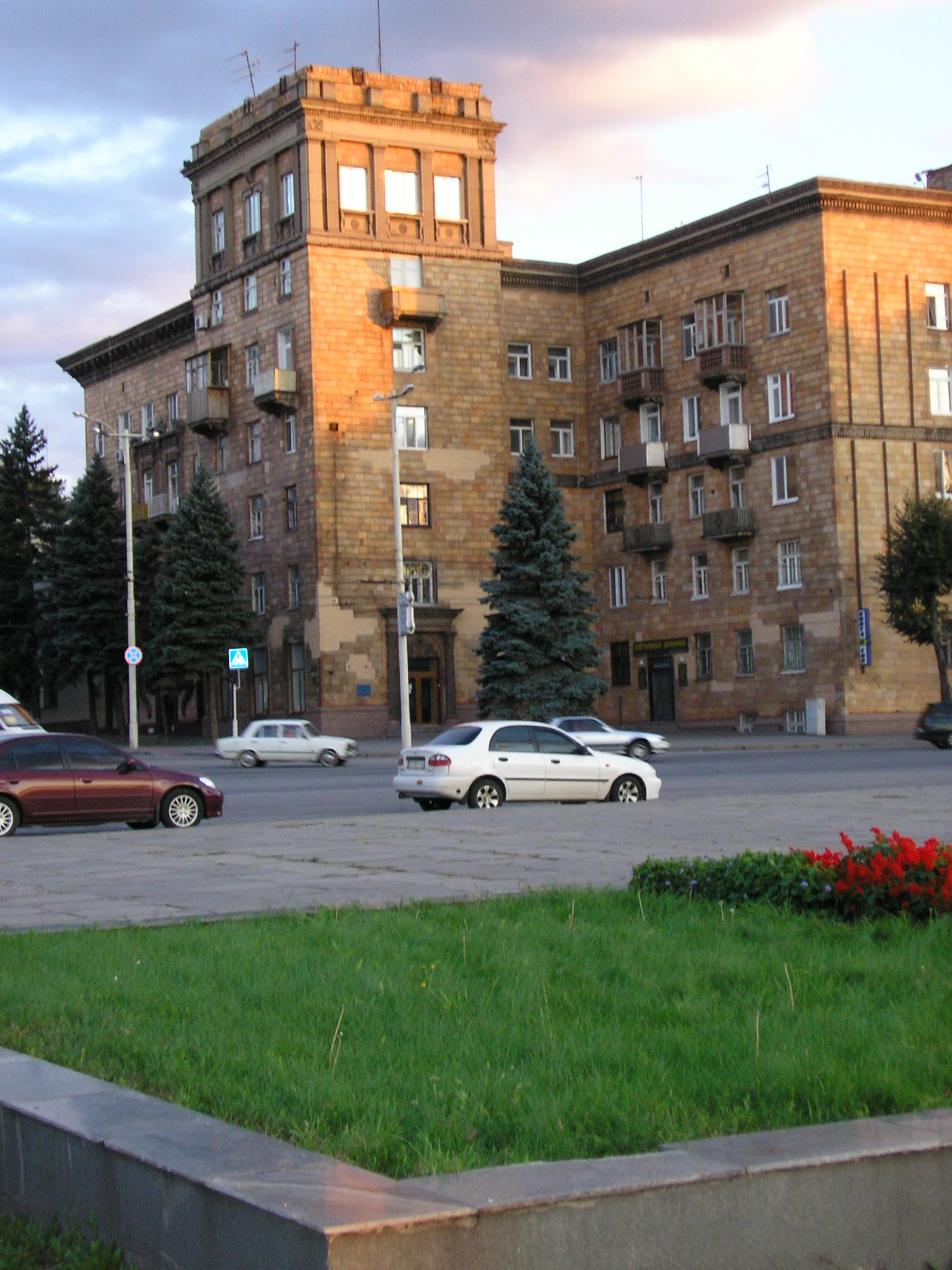
Запорізька площа